# Гексацианоферриаты
Гексацианоферриа́ты(III) (феррициани́ды, соли железосинеродистой кислоты) — соединения, содержащие комплексный ион [Fe(CN)6]3−.
Например, феррицианид калия K3[Fe(CN)6] (красная кровяная соль) применяется в аналитической химии (для определения ионов Fe2+), а также для получения турнбулевой сини.

## Применение
- В качестве комплексообразователя в аналитической химии.